# Bokaro Steel City
Bokaro Steel City – miasto w Indiach, w stanie Jharkhand. W 2011 roku liczyło 564 319 mieszkańców.